# Édouard Lartet

Átfúrt csontpálcák („kommandó botok”), magdaléni kultúra, (Toulouse-i Múzeum)

Édouard Armand Lartet (Castelnau-Barbarens, 1801. április 15. – Seissan, 1871. január 28.) francia geológus, őslénykutató és régész. Fő kutatási területe az őskőkorszak volt, ezen belül is a legkorábbi művészetek. A művészetek kutatását az 1834-es auchi ásatási szezon után kezdte meg, ekkortól szisztematikusan kutatta át a délnyugat-franciaországi barlangokat. 1852-ben a nevéhez fűződik Aurignac település mellett az első aurignaci kultúrához tartozó leletegyüttes feltárása.
1864-ben a Revue archéologique című, Henry Christyvel közös munkájában leírta az összes általuk bejárt barlang leleteit, 1865-ben a Reliquiae Aquitanicae művet publikálták.
Fia, Louis Lartet folytatta megkezdett munkáját, és szintén nagyban hozzájárult az ősrégészet fejlődéséhez.